# Ryan Lindgren
Ryan Lindgren (né le 11 février 1998 à Minneapolis dans l'État du Minnesota aux États-Unis) est un joueur américain de hockey sur glace. Il évolue au poste de défenseur.

## Biographie

### Carrière en club
Il est repêché en 2e ronde, 49e au total, par les Bruins de Boston au repêchage d'entrée dans la LNH 2016. Le 25 février 2018, il est échangé aux Rangers de New York avec Ryan Spooner, Matt Beleskey, un choix de 1ère ronde en 2018 et un choix de 7e tour en 2019 en retour de Rick Nash. Quelques semaines plus tard, le 22 mars, il signe un contrat d'entrée de 3 ans avec les Rangers. Le 23 mars, il obtient un essai professionnel avec le Wolf Pack de Hartford mettant ainsi un terme à sa carrière universitaire avec les Golden Gophers du Minnesota. 
Après avoir disputé la première moitié de la saison 2018-2019 avec le Wolf Pack, il est rappelé par les Rangers, le 15 janvier 2019, pour le match face aux Hurricanes de la Caroline. Il joue 3 autres matchs avec New York avant d'être rétrogradé à Hartford, le 19 janvier. 
Le 10 mal 2021, il paraphe un nouveau contrat de 3 ans avec les Rangers.  
Le 1er mars 2025, il est impliqué dans un échange à cinq joueurs entre les Rangers et l'Avalanche du Colorado. Lindgren prend la direction du Colorado en compagnie de l'attaquant James Vesey et de l'espoir Hank Kempf. En retour, New York reçoit l'attaquant Juuso Pärssinen, le défenseur Calvin de Haan et des choix conditionnels de 2e et 4e tour en 2025.

### Carrière internationale
Il représente les États-Unis au niveau international. Il prend part aux sélections jeunes.

### Vie privée
Il est le frère du gardien de but des Capitals de Washington, Charlie Lindgren.

## Statistiques

### En club
| Saison     | Équipe                      | Ligue      |     | Saison régulière | Saison régulière | Saison régulière | Saison régulière | Saison régulière |   | Séries éliminatoires | Séries éliminatoires | Séries éliminatoires | Séries éliminatoires | Séries éliminatoires |
| Saison     | Équipe                      | Ligue      | PJ  | B                | A                | Pts              | Pun              | PJ               | B | A                    | Pts                  | Pun                  |                      |                      |
| 2014-2015  | USNTDP                      | USHL       | 35  | 3                | 10               | 13               | 65               | -                | - | -                    | -                    | -                    |                      |                      |
| 2015-2016  | USNTDP                      | USHL       | 25  | 4                | 8                | 12               | 16               | -                | - | -                    | -                    | -                    |                      |                      |
| 2016-2017  | Golden Gophers du Minnesota | B1G        | 32  | 1                | 6                | 7                | 65               | -                | - | -                    | -                    | -                    |                      |                      |
| 2017-2018  | Golden Gophers du Minnesota | B1G        | 35  | 2                | 7                | 9                | 51               | -                | - | -                    | -                    | -                    |                      |                      |
| 2017-2018  | Wolf Pack de Hartford       | LAH        | 10  | 2                | 2                | 4                | 23               | -                | - | -                    | -                    | -                    |                      |                      |
| 2018-2019  | Wolf Pack de Hartford       | LAH        | 65  | 0                | 12               | 12               | 94               | -                | - | -                    | -                    | -                    |                      |                      |
| 2018-2019  | Rangers de New York         | LNH        | 5   | 0                | 0                | 0                | 8                | -                | - | -                    | -                    | -                    |                      |                      |
| 2019-2020  | Wolf Pack de Hartford       | LAH        | 9   | 1                | 1                | 2                | 6                | -                | - | -                    | -                    | -                    |                      |                      |
| 2019-2020  | Rangers de New York         | LNH        | 60  | 1                | 13               | 14               | 47               | 3                | 0 | 1                    | 1                    | 0                    |                      |                      |
| 2020-2021  | Rangers de New York         | LNH        | 51  | 1                | 15               | 16               | 35               | -                | - | -                    | -                    | -                    |                      |                      |
| 2021-2022  | Rangers de New York         | LNH        | 78  | 4                | 11               | 15               | 48               | 17               | 2 | 3                    | 5                    | 10                   |                      |                      |
| 2022-2023  | Rangers de New York         | LNH        | 63  | 1                | 17               | 18               | 45               | 7                | 1 | 1                    | 2                    | 6                    |                      |                      |
| 2023-2024  | Rangers de New York         | LNH        | 76  | 3                | 14               | 17               | 36               | 16               | 0 | 3                    | 3                    | 6                    |                      |                      |
| 2024-2025  | Rangers de New York         | LNH        | 54  | 2                | 17               | 19               | 36               | -                | - | -                    | -                    | -                    |                      |                      |
| Totaux LNH | Totaux LNH                  | Totaux LNH | 387 | 12               | 87               | 99               | 219              | 43               | 3 | 8                    | 11                   | 22                   |                      |                      |

### En équipe nationale
| Année | Équipe         | Compétition                  |   | PJ | B | A | Pts | Pun                |  | Résultat |
| 2014  | États-Unis U17 | Défi mondial -17 ans         | 6 | 0  | 1 | 1 | 4   | Médaille d'argent  |  |          |
| 2016  | États-Unis U18 | Championnat du monde -18 ans | 7 | 2  | 3 | 5 | 4   | Médaille de bronze |  |          |
| 2017  | États-Unis U20 | Championnat du monde junior  | 7 | 0  | 1 | 1 | 0   | Médaille d'or      |  |          |
| 2018  | États-Unis U20 | Championnat du monde junior  | 7 | 0  | 1 | 1 | 2   | Médaille de bronze |  |          |